# Mongoliet i olympiska vinterspelen 2018
Mongoliet deltog i de olympiska vinterspelen 2018 i Pyeongchang, Sydkorea, med en trupp på två atleter (en man, en kvinna) fördelat på en sport.
Vid invigningsceremonin bars Mongoliets flagga av längdskidåkaren Achbadrakh Batmunkh.